# 야나기사와 하쿠오

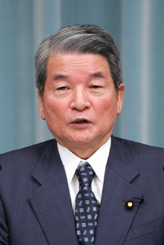
야나기사와 하쿠오

야나기사와 하쿠오(柳澤伯夫, 1935년 8월 18일 ~ )는 일본의 정치인이다. 자민당 소속의 중의원 의원이다. 후생노동대신을 지냈다.
야나기사와는 여성을 "애 낳는 기계"(子を産む機械)라고 표현하여 물의를 일으킨 바 있다.